# 阿南德·勞
阿南德‧勞(英語：K. Ananda Rau, 1893年9月21日—1966年1月22日)是一位和傳奇數學家斯里尼瓦瑟·拉马努金同輩的杰出印度数学家。 虽然劳比拉瑪努金小六歲，但他的数学生涯依循傳統道路，早在拉瑪努金成名之前，勞就決定投身於數學研究之中。

## 生平

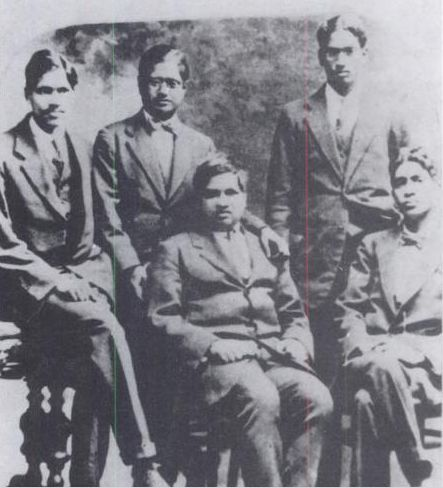
照片中，阿南德‧勞坐在最左邊的高凳子上，拉瑪努金坐在最前面的椅子。

阿南德‧勞於1893年9月21日出生於 马德拉斯 。先後就學於馬德拉斯Triplicane的印度教學校與馬德拉斯大學的管轄區學院。以優秀成績自馬德拉斯大學畢業後，勞於1914年乘船赴英求學，時間點僅比拉瑪努金晚幾個月。通過剑桥大学国王学院的數學榮譽學位考試後，在1916年，與拉瑪努金一樣，受業於戈弗雷·哈羅德·哈代門下，導師的啟發激起了勞的活躍數學研究。在剑桥求學過程中，勞和拉瑪努金成為好朋友。 此外，拉瑪努金的"最忠实的朋友"R. Ramachandra Rao(擔任區域稅吏(District Collector))也是勞的親戚。Ramachandra Rao曾擔當培養拉瑪努金成才的任務，同時提供財務援助，照料日常生活以及協助他在馬德拉斯港口信託局(Madras Port Trust)取得夥計工作。虽然勞與拉瑪努金是在英國才首次相遇，但勞早已透過與Rao的關係得知有拉瑪努金這號人物。
勞在1919年返回印度，年僅26岁就被任命為管轄區學院的數學教授。而後勞還曾擔任了學院院長，在1948年退休。勞的一生充滿坎坷，年輕的妻子亡於1928年、女兒亡於1940年，而勞自己又疾病纏身，晚年還瞎了一隻眼。勞卒於1966年1月22日，享壽72歲。

## 学术工作
勞求學時，在哈代指導下寫成一篇論文，於1917年憑藉此文取得夢寐以求的史密斯獎，而後獲選為國王學院的院士。與哈代一塊，勞在級數可和性方面以及無窮級數的收斂性方面做了大量研究。在哈代的一本書中所收錄的一條定理由勞所冠名。勞發表了數篇論文，主要集中於三個領域：級數可和性、單複變數函數論以及偶數的平方和表示問題。勞返印後的頭幾篇論文走回研究黎曼Zeta函數，其中由勞所提出的技巧在數論的其他問題上有廣泛的應用。

## 教学影响
多位著名數學家如S钱德拉塞卡, K.S.Chandrasekharan, S Minakshisundaram, C T Rajagopal, C S Venkitaraman 和 M V Subbarao等皆曾受教於勞門下。学生們认为他是一个鼓舞人心的老师。勞對學生强调，研究数学是一个需要全心沉浸與奉献的活動，僅是充當觀眾是不會有任何收穫的。拉瑪努金後的印度數學新篇章由勞及其學生們共同締造，他們共同構建了數論的印度學派。